# Anhui
Anhuiⓘ is een provincie van China. Gelegen in het oosten van China, dwars door de stroomgebieden van de rivieren de Yangtze en de Huai He. Het grenst aan Jiangsu in het oosten, Zhejiang in het zuidoosten, Jiangxi in het zuiden, Hubei in het zuidwesten, Henan in het noordwesten, en Shandong voor een heel klein deel in het noorden.
De naam "Anhui" stamt af van de namen van twee steden in het Zuiden van Anhui, Anqing en Huizhou (hedendaags Huangshan). De afkorting voor Anhui is "Wan", omdat er historisch gezien een staat Wan was, een berg genaamd Wan en een rivier met dezelfde naam in de provincie.

## Geschiedenis
De provincie Anhui is gesticht in de 17e eeuw. Daarvoor was er eigenlijk nooit een begrip "Anhui". Noord-Anhui was een deel van de Noord-Chinese Vlakte in termen van cultuur, samen met het hedendaagse Henan. Midden-Anhui herbergde het merendeel van het vruchtbare en dichtbevolkte Huai He-stroomgebied. Zuid-Anhui, langs de Yangtze, was dichter bij de Hubei en Jiangsu provincies qua cultuur. Ten slotte zijn er de heuvels van zuidoostelijk Anhui, die samen een eigen unieke en opmerkelijke culturele streek vormden. De schepping van de provincie Anhui heeft deze distincties niet aangetast.
Tijdens de Shang-dynastie (16e eeuw v.Chr. - 11e eeuw v.Chr.) werd Anhui bevolkt door inwoners van voornamelijk niet-Chinese oorsprong, die algemeen bekend zijn als Dongyi. Van Koning Tang van Shang, de legendarische stichter van de Shang-dynastie, wordt beweerd dat hij zijn hoofdstad had gevestigd in Bo (亳), in de omgeving van Bozhou in het hedendaagse noord Anhui.
Tijdens de Periode van Strijdende Staten werd Shouchun (hedendaags Shou gemeente) in centraal Anhui een vluchtelingen hoofdstad voor de Chu Staat nadat haar centrale gebieden in het hedendaagse Hubei overrompeld waren door de machtige staat Qin in het Westen, in 278 v.Chr.. De Qin slaagde er overigens ook in de rest van China te veroveren in 221 v.Chr., wat het begin van de Qin-dynastie inluidde .
Anhui werd onderverdeeld in verschillende juns (vergelijkbaar met hedendaagse gemeente) tijdens de Qin-dynastie en de Han-dynastie. Tegen het einde van de Han-dynastie werd Shouchun de hoofdbasis voor de krijgsheer Yuan Shu, die zichzelf keizer verklaarde op een zeker punt, maar al snel overleed door ziekte, waardoor zijn kleine koninkrijk in de handen kon vallen van de machtige krijgsheer Cao Cao, stichter van de Wei-dynastie, een van de Drie Koninkrijken.
In de 4e eeuw was er een toeloop van nomadische stammen uit Centraal-Azië naar het noorden van China. Hierdoor begon er een eeuwenlange politieke verdeling tussen het noorden en het zuiden van China. Door de positie op de grens tussen Noord en Zuid, wisselden de landen die nu het hedendaagse Anhui vormen voortdurend van macht en waren zij vaak politiek doormidden gesplitst. De Slag van Feishui, tussen de voormalige Qin uit het Noorden en de Oostelijke Jin-dynastie uit het Zuiden, vond plaats in 383 AD in het hedendaagse Anhui.
De Sui-dynastie (581-618) en de Tang-dynastie (618-907) zagen enkele eeuwen van relatieve vrede en eenheid in China. Tijdens deze periode kwam Anhui enige malen in handen van verschillende machten.
Tijdens de verdeling van China tussen de Jin-dynastie in het Noorden en de Zuidelijke Song-dynastie in het Zuiden, werd Anhui alweer door midden gesplitst, deze keer langs de Huai He rivier. Dit duurde tot de Mongoolse hereniging van China in 1279.
De Ming-dynastie dreef de Mongolen het land uit in 1368. Doordat de dicht bij Anhui gelegen stad Nanking, in de provincie Jiangsu, voor een korte periode de hoofdstad van China werd, behielden de gehele gebieden van Jiangsu en Anhui hun speciale status als rechtstreeks door de centrale overheid bestuurd territorium, en werd het gebied Nanzhili genoemd (南直隸 "Zuidelijk direct-bestuurd").
De Mantsjoe Qing-dynastie, die China veroverde in 1644, veranderde deze situatie door van Nanzhili weer een gewone provincie te maken, genaamd Jiangnan; in 1666 werden Jiangsu en Anhui weer gesplitst in twee verschillende provincies. Dit was het begin van het hedendaagse Anhui, dat sindsdien bijna dezelfde grenzen heeft behouden als vandaag. De enige belangrijke verandering die plaatsvond was de verhuizing van de provinciale hoofdstad van Anqing naar Hefei in 1946.
Toen de Volksrepubliek China was gesticht in 1949, werd Anhui tijdelijk in twee aparte administratieve regio's gesplitst: Wanbei (Noord-Anhui) en Wannan (Zuid-Anhui). Ze werden weer samengevoegd tot een provincie in 1952.

## Geografie

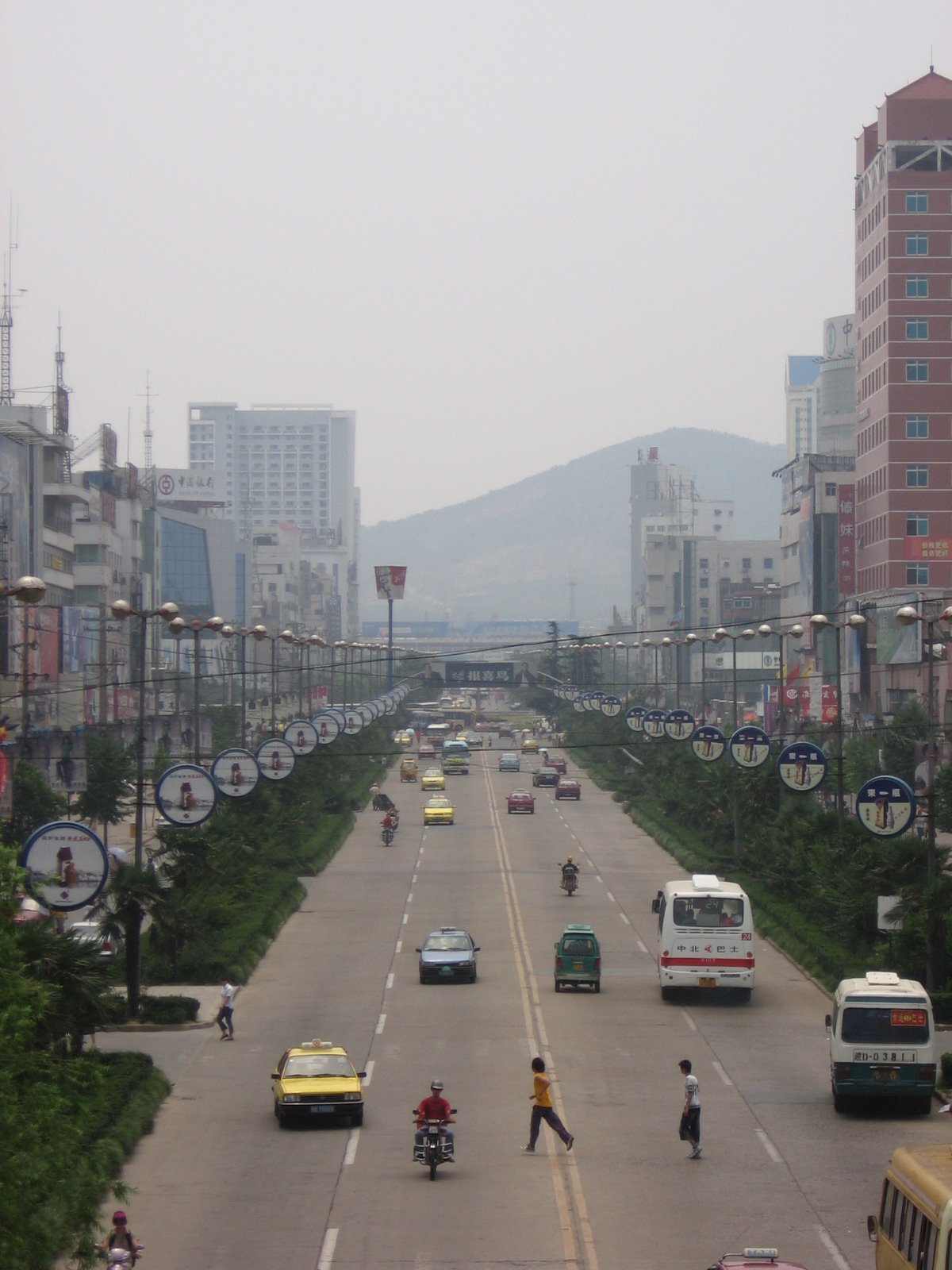
Een belangrijke straat in de stad Huainan in Noord Anhui.

Anhui is topografisch gezien redelijk divers. Het noorden van de provincie maakt deel uit van de Noord-China-vlakte terwijl de noord-centrale delen deel uitmaken van het stroomgebied van de Huai He. Allebei deze regio's zijn plat en dichtbevolkt. Het land wordt meer heuvelachtig verder naar het Zuiden, met het Dabie-gebergte dat het merendeel van zuidwestelijk Anhui bezet en een serie van heuvels en bergen die door zuidoost Anhui snijden. De Yangtze vindt zijn weg door het zuiden van Anhui tussen deze twee gebieden van bergen door. De hoogste top in Anhui is de Lotus-piek, een deel van Huangshan in zuidoostelijk Anhui. Hij heeft een hoogte van 1873 meter.
Grote rivieren in Anhui zijn de Huai He in het noorden en de Yangtze in het zuiden. Het grootste meer is het Chaohu-meer in het centrum van de provincie, met een oppervlakte van ongeveer 800 km². Het zuidoostelijke deel van de provincie dicht bij de Yangtze heeft ook vele meren.
De provincie verschilt in klimaat van noord tot zuid. Het noorden is meer gematigd en heeft meer droge seizoenen. De temperaturen in januari verschillen van ongeveer -1 tot 2 °C ten noorden van de rivier Huai He, en 0 tot 3 °C ten zuiden daarvan; in juli zijn de temperaturen gemiddeld 27 °C of hoger. Zware regenbuien zijn er in juni en juli, deze kunnen overstromingen veroorzaken.
Belangrijke steden:
| - Anqing - Bengbu - Bozhou - Chizhou - Hefei | - Huainan - Huangshan - Jieshou - Lu'an - Ma'anshan | - Ningguo - Suzhou - Tianchang - Tongling |

### Aangrenzende provincies
| Aangrenzende provincies | Aangrenzende provincies | Aangrenzende provincies | Aangrenzende provincies | Aangrenzende provincies |
| ----------------------- | ----------------------- | ----------------------- | ----------------------- | ----------------------- |
|                         |                         | Shandong                |                         |                         |
|                         |                         |                         |                         |                         |
| Henan, Hubei            | Jiangsu                 |                         |                         |                         |
|                         |                         |                         |                         |                         |
|                         |                         | Jiangxi                 |                         | Zhejiang                |

## Bestuurlijke indeling
Anhui is verdeeld in zeventien stadsprefecturen:
| Kaart            | Nr.       | Naam     | Hanzi         | Hanyu Pinyin |
| ---------------- | --------- | -------- | ------------- | ------------ |
|                  |           |          |               |              |
| Stadsprefecturen |           |          |               |              |
| 1                | Hefei     | 合肥市   | Héféi Shì     |              |
| 2                | Anqing    | 安庆市   | Ānqìng Shì    |              |
| 3                | Bengbu    | 蚌埠市   | Bèngbù Shì    |              |
| 4                | Bozhou    | 亳州市   | Bózhōu Shì    |              |
| 5                | Chaohu    | 巢湖市   | Cháohú Shì    |              |
| 6                | Chizhou   | 池州市   | Chízhōu Shì   |              |
| 7                | Chuzhou   | 滁州市   | Chúzhōu Shì   |              |
| 8                | Fuyang    | 阜阳市   | Fǔyáng Shì    |              |
| 9                | Huaibei   | 淮北市   | Huáiběi Shì   |              |
| 10               | Huainan   | 淮南市   | Huáinán Shì   |              |
| 11               | Huangshan | 黄山市   | Huángshān Shì |              |
| 12               | Lu'an     | 六安市   | Lù'ān Shì     |              |
| 13               | Ma'anshan | 马鞍山市 | Mǎ'ānshān Shì |              |
| 14               | Suzhou    | 宿州市   | Sùzhōu Shì    |              |
| 15               | Tongling  | 铜陵市   | Tónglíng Shì  |              |
| 16               | Wuhu      | 芜湖市   | Wúhú Shì      |              |
| 17               | Xuancheng | 宣城市   | Xuānchéng Shì |              |

De zeventien stadsprefecturen zijn verder onderverdeeld in totaal 105 divisies op arrondissementsniveau (44 districten, 5 stadsarrondissementen en 56 arrondissementen). Die zijn op hun beurt onderverdeeld in 1845 divisies op gemeenteniveau (972 grote gemeenten, 634 gemeenten, 9 etnische gemeenten en 230 subdistricten).

## Lingbi-stenen

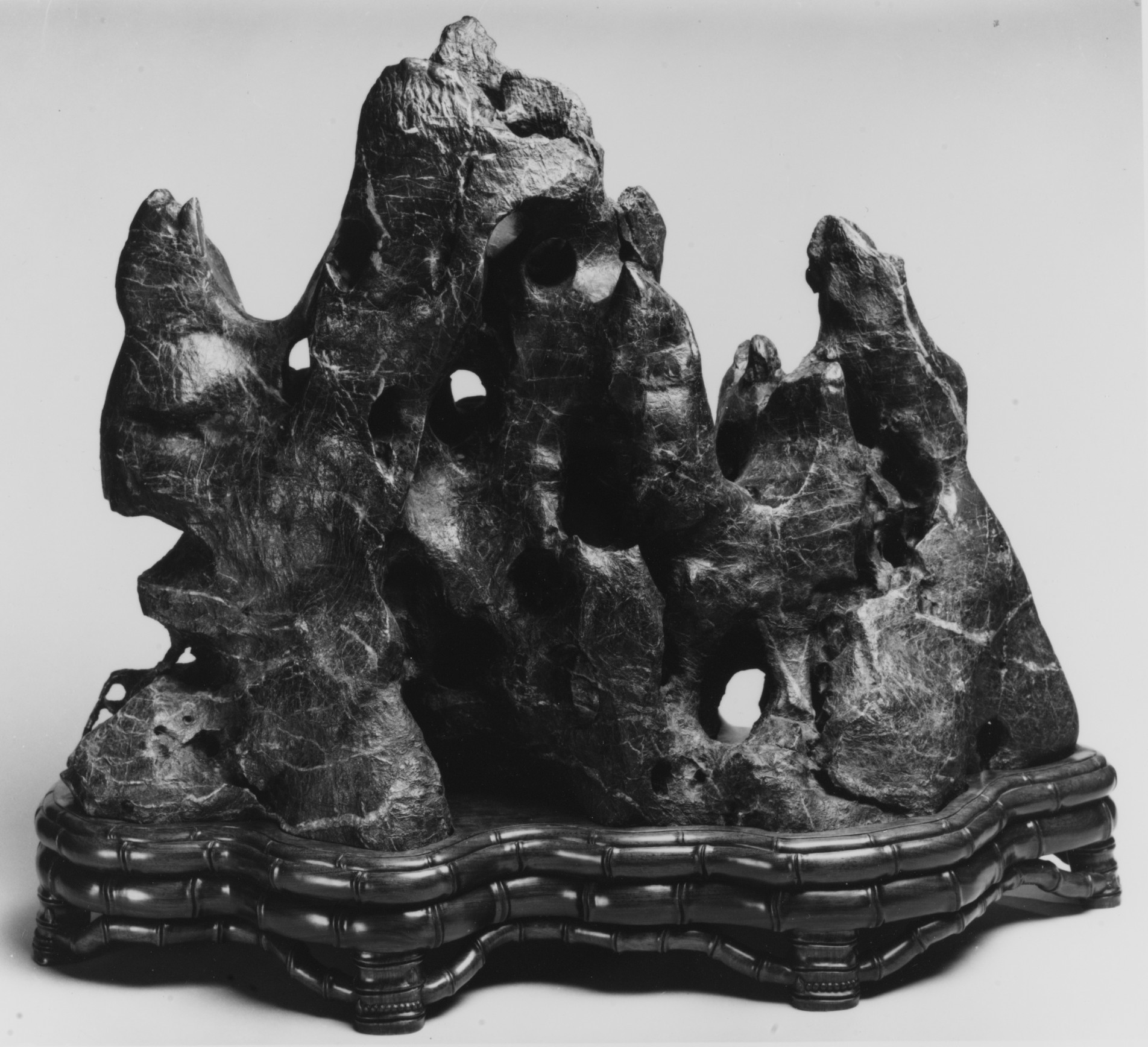
山形靈璧石, een zwarte Lingbi-steen

In Anhui worden Lingbi-stenen gevonden waarvan men de leeftijd op 700 miljoen jaren schat. Deze stenen hebben een bijzondere eigenschap: zij maken muziek. Door erop te tikken kom er een heldere klank uit de stenen. Er bestaan 400 types, die onderverdeeld worden in 52 categorieën; zij hebben verschillende vormen, kleuren en klanken.
Omdat ze zo bijzonder zijn, werden ze verzameld en cadeau gedaan. Kleine stenen werden in huis bewaard, grote stenen kregen een speciale plek in een tuin. Sinds 1978 is China toegankelijker, en zijn veel stenen naar verzamelaars in Hong Kong, Thailand, de Verenigde Staten en Europa gegaan. De prijs is hierdoor flink gestegen. De mijnen waar deze stenen gevonden worden, raken uitgeput. De stenen zijn ook boeiend vanwege de grillige vormen, waardoor mensen er allerlei gezichten in zien. De stenen zijn olieachtig, dus om ze te onderhouden, moeten ze regelmatig in de was gezet worden.